# Mathilde von Sachsen

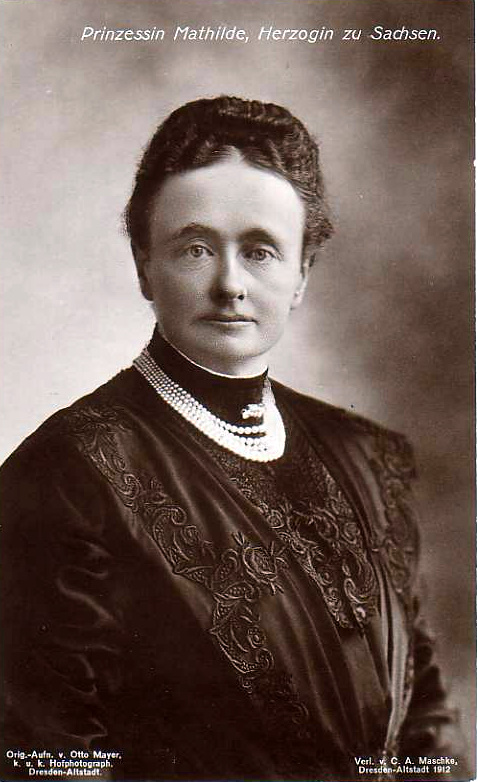
Prinzessin Mathilde
Fotokarte von Hoffotograf Otto Mayer

Mathilde Marie Auguste Viktorie Leopoldine Karoline Luise Franziska Josepha von Sachsen (* 19. März 1863 in Dresden; † 27. März 1933 ebenda) war eine sächsische Prinzessin.

## Leben
Prinzessin Mathilde von Sachsen war das dritte Kind von König Georg von Sachsen und seiner Gemahlin Maria Anna von Braganza und Sachsen-Coburg und Gotha, Infantin von Portugal. Sie war die ältere Schwester des letzten sächsischen Königs Friedrich August III. von Sachsen.
Nach den Plänen ihres Vaters sollte Mathilde mit Kronprinz Rudolf von Österreich-Ungarn verheiratet werden, dieser ehelichte jedoch Prinzessin Stephanie von Belgien.
Auch Erzherzog Franz Ferdinand von Österreich-Este, der spätere österreichische Thronfolger, lehnte es aus Liebe zu Sophie Chotek von Chotkowa ab, die sächsische Prinzessin zu heiraten, was das Verhältnis zwischen dem Königreich Sachsen und Österreich verstimmte. Die Situation entspannte sich erst, als der junge Erzherzog Otto Franz Joseph von Österreich eine Schwester Mathildes, die Prinzessin Maria Josepha von Sachsen, heiratete. Aus dieser Verbindung entstammte der österreichische Kaiser Karl I.
Zwischen 1890 und 1901 hatte Prinzessin Mathilde Unterricht bei dem Dresdner Maler und Illustrator Alfred Diethe genommen. In den danach folgenden Jahren malte sie mehrere Landschaftsbilder und Szenen vom Hofleben in Pillnitz. 24 davon wurden als großformatige Drucke bei Römmler & Jonas verlegt. Weitere Gemälde erschienen auf Postkarten zu wohltätigen Zwecken. In der Nebelschützer Kirche St. Martin hängt ein von Mathilde gefertigtes Heiligenbild des Martin von Tours. Für die katholische Martinskirche in Mackenrode im Eichsfeld schuf sie 1931 das Altarbild „Jesus und die Emmausjünger“.
Mathilde starb unverheiratet am 27. März 1933 mit 70 Jahren. Sie ist in der Neuen Gruft der Katholischen Hofkirche in Dresden beigesetzt.
Im Nachlass der Prinzessin finden sich Bunte Blätter vom Sächsischen Hof: 24 Dreifarbenblätter nach Originalölgemälden Ihrer Königlichen Hoheit Mathilde, Herzogin zu Sachsen, zum Besten des Maria-Anna-Kinder-Hospitals, Dresden: Römmler & Jonas, um 1903.

## Werke (Auswahl)
- Heiliger Martin (1899), Altarbild der Pfarrkirche Sankt Martin Nebelschütz
- Madonna mit Jesuskind (1900), katholische Kirche in Marienberg
- Dohna aus dem Müglitztal (1902), Heimatmuseum Dohna
- Im Königlichen Schloss Dresden, Pratersaal (1905), SKD
- Rosengarten (Königliche Villa Hosterwitz, Dresdner Straße 149)
- Brücke bei Toledo (1907)
- Granada Alhambra (1907)
- Motiv bei Granada (1907)
- Pillnitz, Terrasse und Treppe nach der Elbe (1908), Staatliche Kunstsammlungen Dresden
- Königliche fliegende Fähre Pillnitz (1908)
- Vorzimmer im Palais Zinzendorfstraße (um 1908) (mit Darstellung ihres langjährigen Dieners Paul Delank in Livree)
- Gondelier (um 1908)
- Hoftrompeter (um 1908)
- Schlosshof in Pillnitz (vor 1909)
- Gondel (vor 1909)
- Abendstimmung am Gardasee (1917)
- Moritzburg (1921)
- Eingang Hosterwitz, Dresdner Straße 145 (1925)
- Franz von Assisi (1926), Klarissenkloster von der ewigen Anbetung Bautzen
- Clara von Assisi (1926), Klarissenkloster von der ewigen Anbetung Bautzen
- Die Heilige Familie (1929), Kloster der Nazarethschwestern, Goppeln bei Dresden
- Christus in Emmaus (1931), Martinskirche Mackenrode (Eichsfeld)
- Küchenhaus (Hosterwitz, Dresdner Straße 147)

sowie zahlreiche Zeichnungen und Skizzen.

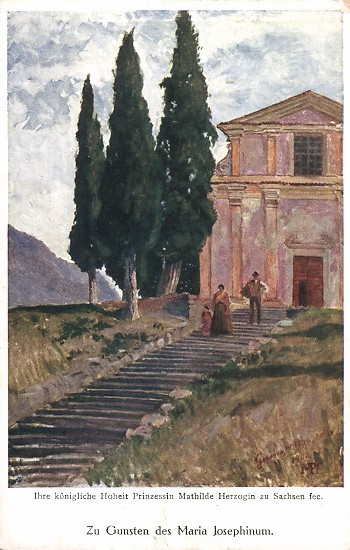
Italienische Landschaft mit Kirche
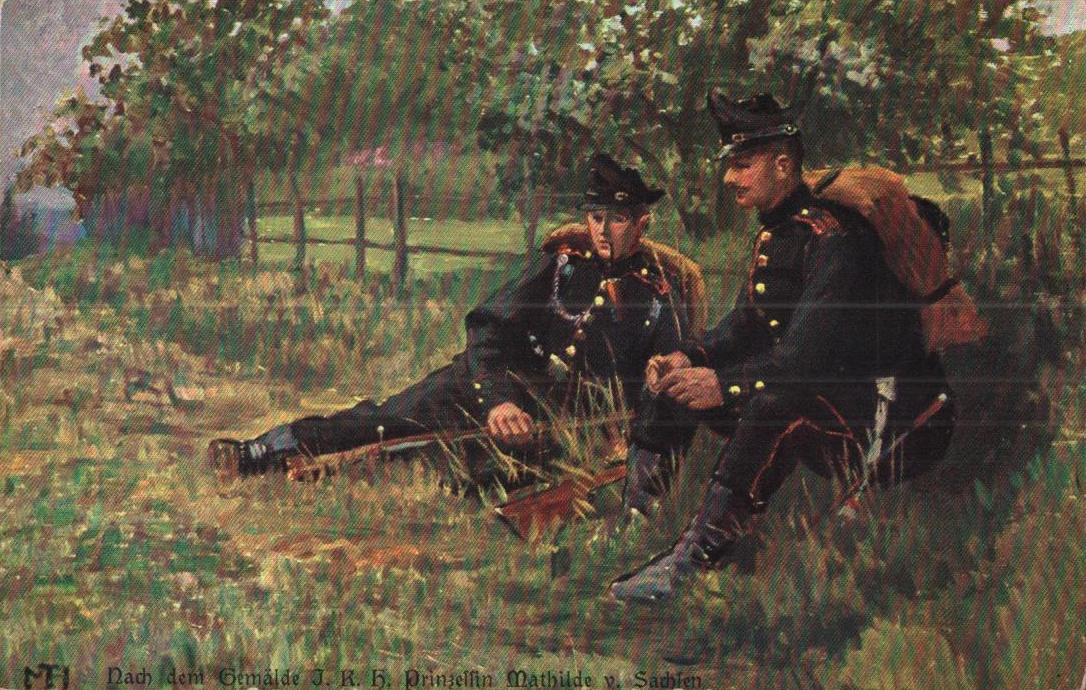
Soldaten auf der Rast
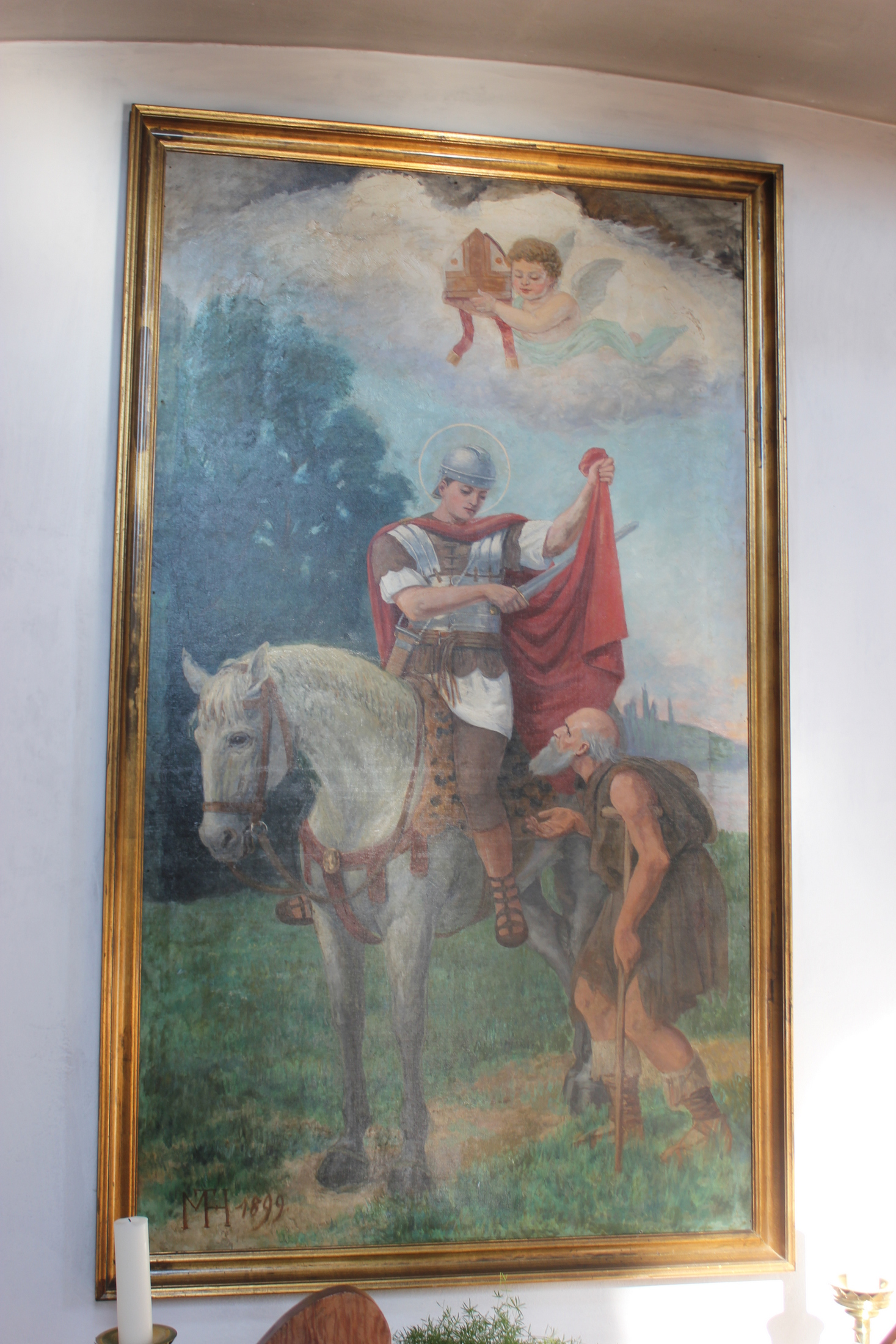
Heiliger Martin – Katholische Kirche Nebelschütz
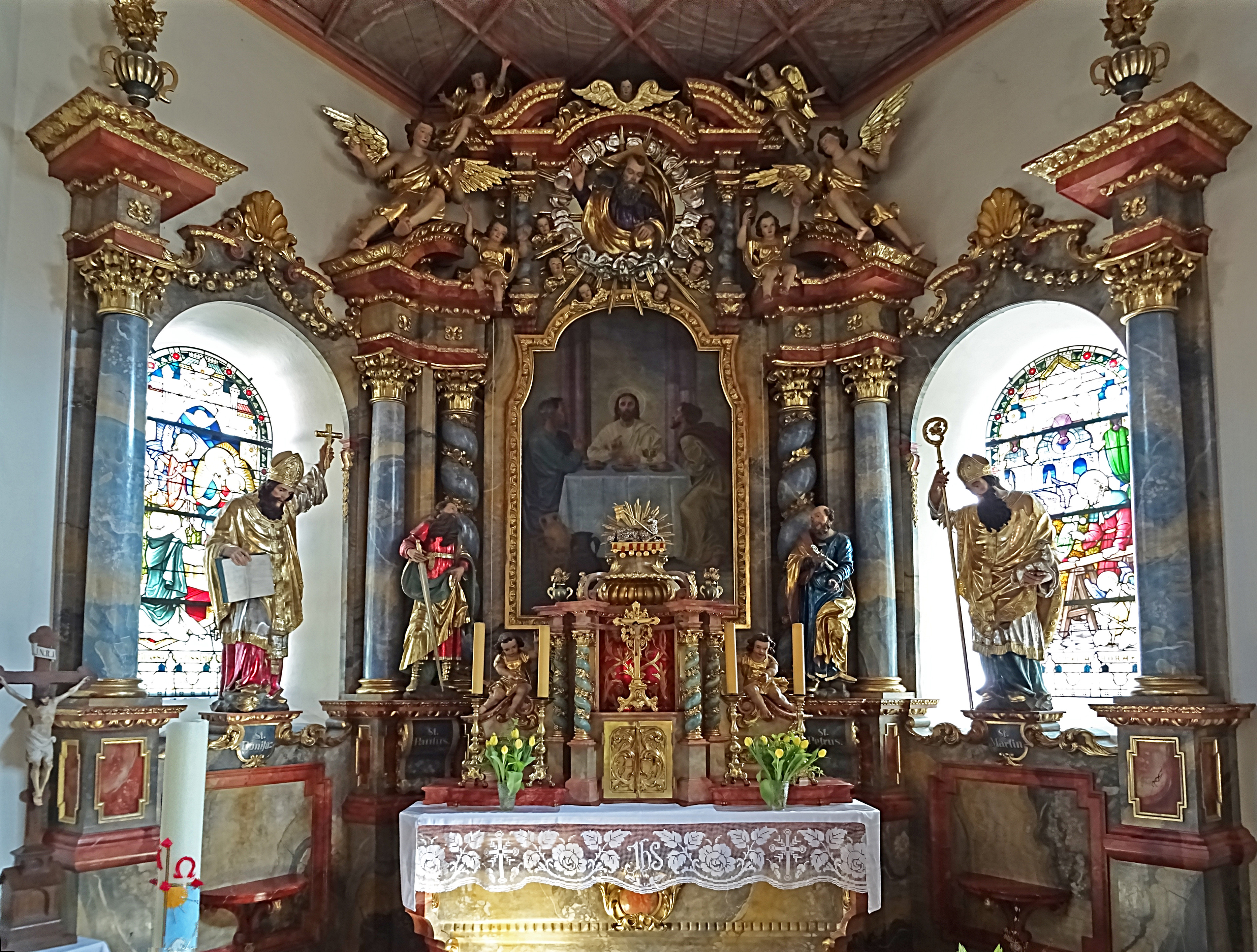
Christus in Emmaus – Katholische Kirche in Mackenrode
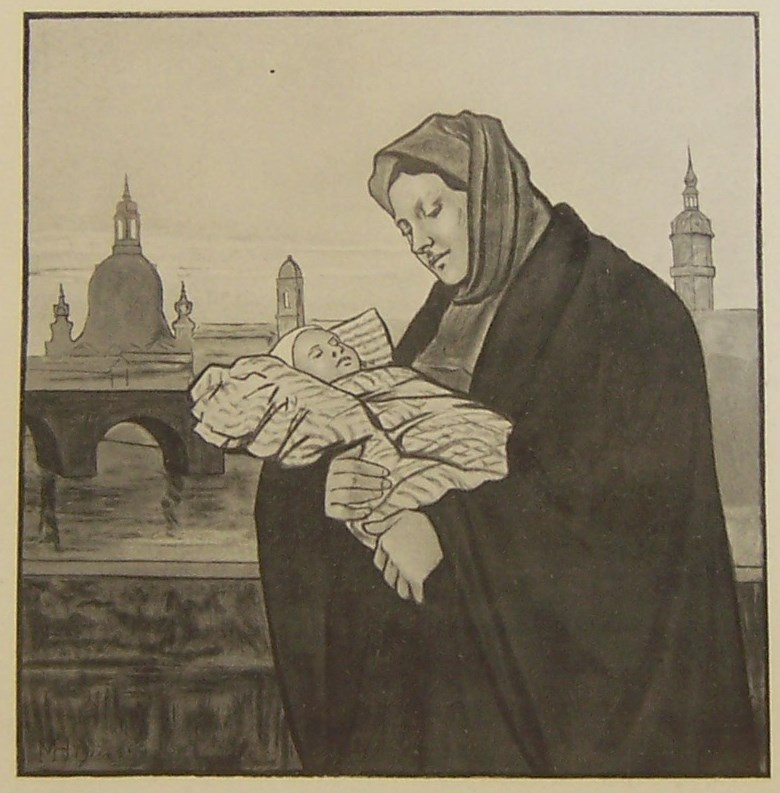
Plakat für die Ausstellung Frauenkunst zum Besten für Mutter und Kind, Dresden, 7. April bis 5. Mai 1912

## Ausstellung
Vom 3. Juli bis 31. Oktober 2021 und vom 1. April bis zum 31. Oktober 2022 wurde im Schlossmuseum und im Park von Pillnitz eine Sonderausstellung »Ihre Hoheit malt!« – Prinzessin Mathilde als Künstlerin gezeigt. Ihr künstlerisches Schaffen ist eng mit Pillnitz verbunden. Es sind über 70 bisher bekannte Ölgemälde, Skizzenbücher, grafische Arbeiten und Fotografien als Originale oder Reproduktionen zu sehen. Im Flyer zur Ausstellung ist zu lesen: „Dass man passabel künstlerisch ausgebildet wird, gehört zum Standard höfischer Erziehung. Doch, das jemand über das Passable hinauswächst, bleibt selten. Mathilde ist es gelungen.“

## Vorfahren
| Ahnentafel Mathilde von Sachsen | Ahnentafel Mathilde von Sachsen                                                                  | Ahnentafel Mathilde von Sachsen                                                         | Ahnentafel Mathilde von Sachsen                                                                          | Ahnentafel Mathilde von Sachsen                                                   | Ahnentafel Mathilde von Sachsen                                                                   | Ahnentafel Mathilde von Sachsen                                                               | Ahnentafel Mathilde von Sachsen                                                           | Ahnentafel Mathilde von Sachsen                                                           |
| ------------------------------- | ------------------------------------------------------------------------------------------------ | --------------------------------------------------------------------------------------- | --- | --------------------------------------------------------------------------------- | ------------------------------------------------------------------------------------------------- | --------------------------------------------------------------------------------------------- | ----------------------------------------------------------------------------------------- | ----------------------------------------------------------------------------------------- |
| Ururgroßeltern                  | Kurfürst Friedrich Christian von Sachsen (1722–1763) ⚭ 1747 Maria Antonia von Bayern (1724–1780) | Herzog Ferdinand von Bourbon (1751–1802) ⚭ 1769 Maria Amalia von Österreich (1746–1804) | Friedrich Michael von Pfalz-Birkenfeld (1724–1767) ⚭ 1746 Maria Franziska von Pfalz-Sulzbach (1724–1794) | Karl Ludwig von Baden (1755–1801) ⚭ 1774 Amalie von Hessen-Darmstadt (1754–1832)  | Herzog Franz von Sachsen-Coburg-Saalfeld (1750–1806) ⚭ 1777 Auguste Reuß zu Ebersdorf (1757–1831) | Ferenc József Koháry (1767–1826) ⚭ 1792 Maria Antonia von Waldstein zu Wartenberg (1771–1854) | König Johann VI. (1767–1826) ⚭ 1785 Charlotte Joachime von Spanien (1775–1830)            | Kaiser Franz II. (1768–1835) ⚭ 1790 Maria Theresia von Neapel-Sizilien (1772–1807)        |
| Urgroßeltern                    | Maximilian von Sachsen (1759–1838) ⚭ 1792 Caroline von Bourbon-Parma (1770–1804)                 | Maximilian von Sachsen (1759–1838) ⚭ 1792 Caroline von Bourbon-Parma (1770–1804)        | König Maximilian I. Joseph (1756–1825) ⚭ 1797 Karoline von Baden (1776–1841)                             | König Maximilian I. Joseph (1756–1825) ⚭ 1797 Karoline von Baden (1776–1841)      | Ferdinand von Sachsen-Coburg-Saalfeld (1785–1851) ⚭ 1815 Maria von Koháry (1797–1862)             | Ferdinand von Sachsen-Coburg-Saalfeld (1785–1851) ⚭ 1815 Maria von Koháry (1797–1862)         | König Peter I. (Brasilien) (1798–1834) ⚭ 1817 Maria Leopoldine von Österreich (1797–1826) | König Peter I. (Brasilien) (1798–1834) ⚭ 1817 Maria Leopoldine von Österreich (1797–1826) |
| Großeltern                      | König Johann von Sachsen (1801–1873) ⚭ 1822 Amalie Auguste von Bayern (1801–1877)                | König Johann von Sachsen (1801–1873) ⚭ 1822 Amalie Auguste von Bayern (1801–1877)       | König Johann von Sachsen (1801–1873) ⚭ 1822 Amalie Auguste von Bayern (1801–1877)                        | König Johann von Sachsen (1801–1873) ⚭ 1822 Amalie Auguste von Bayern (1801–1877) | König Ferdinand II. von Portugal (1816–1885) ⚭ 1836 Maria II. von Portugal (1819–1853)            | König Ferdinand II. von Portugal (1816–1885) ⚭ 1836 Maria II. von Portugal (1819–1853)        | König Ferdinand II. von Portugal (1816–1885) ⚭ 1836 Maria II. von Portugal (1819–1853)    | König Ferdinand II. von Portugal (1816–1885) ⚭ 1836 Maria II. von Portugal (1819–1853)    |
| Eltern                          | König Georg von Sachsen (1832–1904) ⚭ 1859 Maria Anna von Portugal (1843–1884)                   | König Georg von Sachsen (1832–1904) ⚭ 1859 Maria Anna von Portugal (1843–1884)          | König Georg von Sachsen (1832–1904) ⚭ 1859 Maria Anna von Portugal (1843–1884)                           | König Georg von Sachsen (1832–1904) ⚭ 1859 Maria Anna von Portugal (1843–1884)    | König Georg von Sachsen (1832–1904) ⚭ 1859 Maria Anna von Portugal (1843–1884)                    | König Georg von Sachsen (1832–1904) ⚭ 1859 Maria Anna von Portugal (1843–1884)                | König Georg von Sachsen (1832–1904) ⚭ 1859 Maria Anna von Portugal (1843–1884)            | König Georg von Sachsen (1832–1904) ⚭ 1859 Maria Anna von Portugal (1843–1884)            |
| Mathilde von Sachsen            |                                                                                                  |                                                                                         | |                                                                                   |                                                                                                   |                                                                                               |                                                                                           |                                                                                           |

## Publikationen
- Bunte Blätter vom Sächsischen Hof, 24 Dreifarbenblätter nach Originalölgemälden Ihrer Königlichen Hoheit Mathilde, Herzogin zu Sachsen, zum Besten des Maria-Anna-Kinder-Hospitals, Dresden: Römmler und Jonas, ca. 1905.